# A Division 1957-1958 (Irlanda)
La stagione 1957-1958 è stata la trentasettesima edizione della League of Ireland, massimo livello professionistico del calcio irlandese.

## Classifica finale
|  |     | Classifica finale 1957-1958 | Pt | G  | V  | N | P  | GF | GS | DR  |
|  | --- | --------------------------- | -- | -- | -- | - | -- | -- | -- | --- |
|  | 1.  | Drumcondra                  | 33 | 22 | 15 | 3 | 4  | 51 | 23 | +28 |
|  | 2.  | Shamrock Rovers             | 31 | 22 | 15 | 1 | 6  | 55 | 26 | +29 |
|  | 3.  | Evergreen United            | 29 | 22 | 13 | 3 | 6  | 53 | 30 | +23 |
|  | 4.  | St Patrick's                | 26 | 22 | 10 | 6 | 6  | 45 | 32 | +23 |
|  | 5.  | Shelbourne                  | 25 | 22 | 11 | 3 | 8  | 41 | 29 | +12 |
|  | 6.  | Waterford                   | 23 | 22 | 10 | 3 | 9  | 43 | 37 | +6  |
|  | 7.  | Limerick                    | 19 | 22 | 7  | 5 | 10 | 31 | 40 | -9  |
|  | 8.  | Dundalk                     | 17 | 22 | 7  | 3 | 12 | 38 | 46 | -8  |
|  | 9.  | Bohemians                   | 16 | 22 | 6  | 4 | 12 | 36 | 52 | -16 |
|  | 10. | Transport                   | 16 | 22 | 6  | 4 | 12 | 30 | 50 | -20 |
|  | 11. | Sligo Rovers                | 15 | 22 | 5  | 5 | 12 | 32 | 61 | -29 |
|  | 12. | Cork Hibernians             | 14 | 22 | 6  | 2 | 14 | 37 | 66 | -29 |

### Verdetti
- Drumcondra campione d'Irlanda 1957-1958.
- Drumcondra qualificato alla Coppa dei Campioni 1958-1959.

## Statistiche

### Squadre
- Maggior numero di vittorie:  Drumcondra e  Shamrock Rovers (15)
- Minor numero di sconfitte:  Drumcondra (4)
- Migliore attacco:  Shamrock Rovers (55 gol fatti)
- Miglior difesa:  Drumcondra (23 gol subiti)
- Miglior differenza reti:  Shamrock Rovers (+29)
- Maggior numero di pareggi:  St Patrick's (6)
- Minor numero di pareggi:  Shamrock Rovers (1)
- Maggior numero di sconfitte:  Cork Hibernians (14)
- Minor numero di vittorie:  Sligo Rovers (5)
- Peggiore attacco:  Limerick (31 gol fatti)
- Peggior difesa:  Cork Hibernians (66 gol subiti)
- Peggior differenza reti:  Sligo Rovers e  Cork Hibernians (-29)

### Capocannoniere
|  | Gol | Marcatore   | Squadra          |
|  | --- | ----------- | ---------------- |
|  | 16  | Donal Leahy | Evergreen United |